# Live It Up (Jennifer Lopez)
Live It Up is een nummer van de Amerikaanse zangeres Jennifer Lopez uit 2013, in samenwerking met de eveneens Amerikaanse rapper Pitbull. Het was de vierde samenwerking tussen Lopez en Pitbull.
"Live It Up" bestormde diverse hitlijsten en werd in veel landen één van de zomerhits van 2013. Het nummer bereikte de Amerikaanse Billboard Hot 100 bereikte echter een bescheiden 60e positie. In Nederland bleef een notering in de hitlijsten uit, terwijl in Vlaanderen een 2e positie in de Tipparade werd gehaald.